# Roodhalssneeuwvink
De roodhalssneeuwvink (Pyrgilauda ruficollis; synoniem: Montifringilla ruficollis) is een zangvogel uit de familie Passeridae (mussen).

## Verspreiding en leefgebied
Deze soort telt 2 ondersoorten:
- P. r. isabellina: het westelijke deel van Centraal-China en noordelijk Tibet.
- P. r. ruficollis: van zuidelijk en oostelijk Tibet en Nepal tot centraal China.